# Ołomuniec

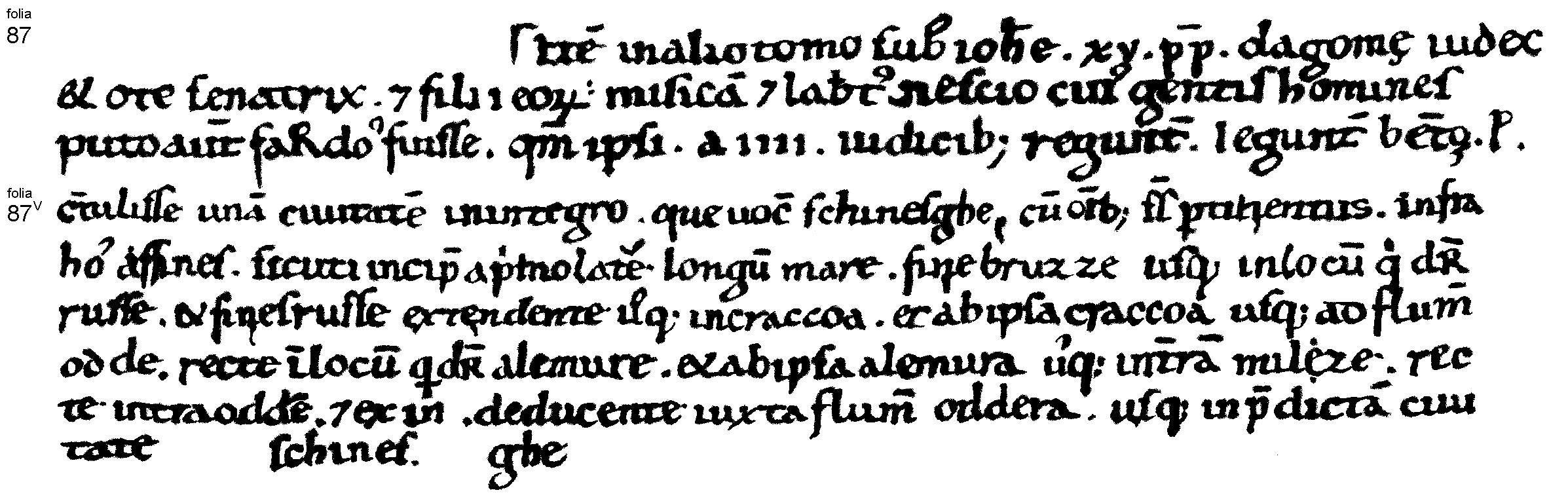
Odpis dokumentu Dagome iudex z Biblioteki Watykańskiej z nazwą Alemure.

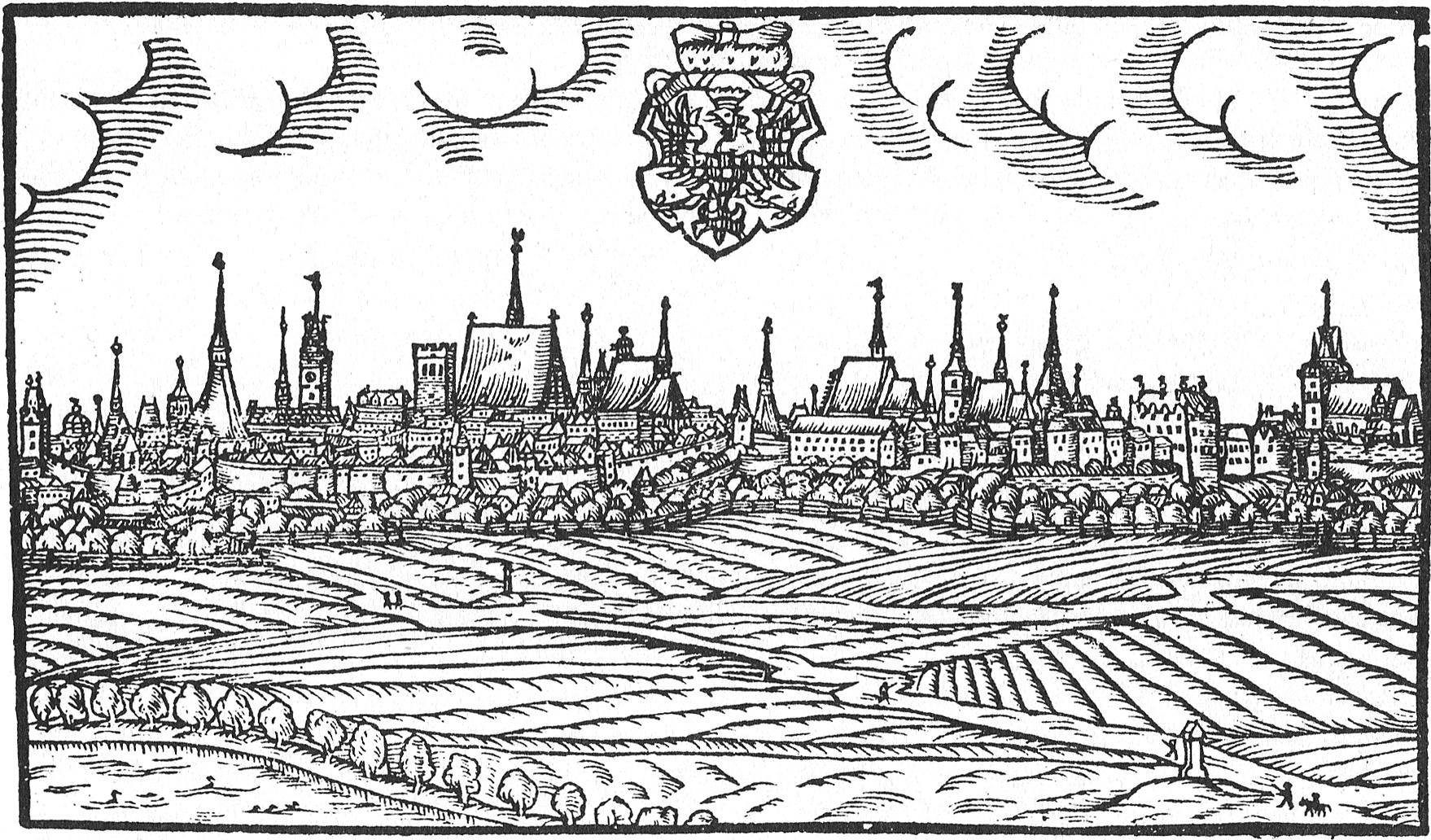
Ołomuniec na rycinie Jana Willenberga z 1593 r.

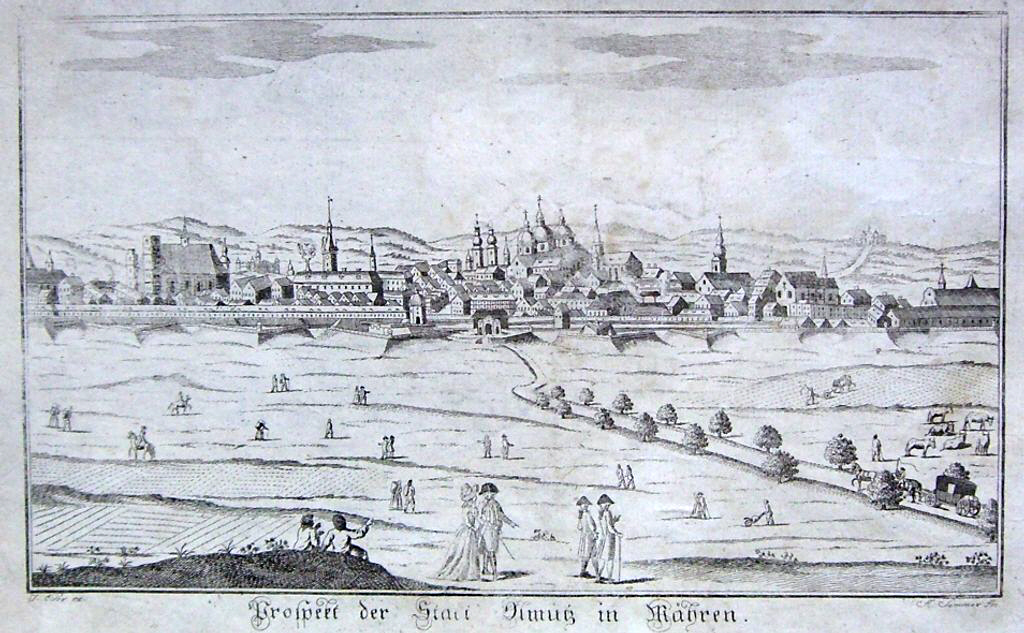
Ołomuniec na miedziorycie z 1795 r.

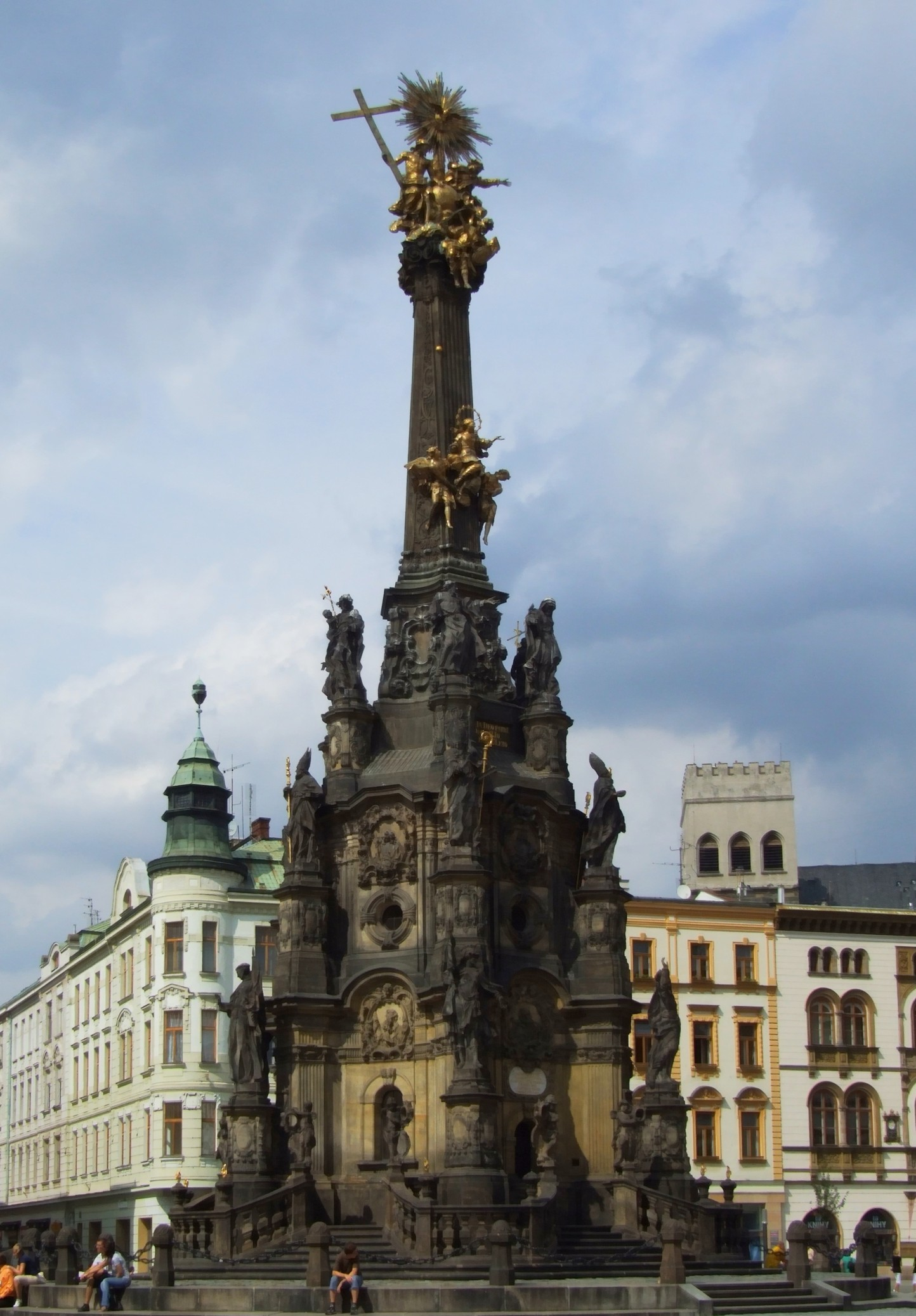
Trzydziestopięciometrowej wysokości kolumna Trójcy Przenajświętszej

Ołomuniec (cz. Olomoucⓘ, niem. Olmütz, hanacki Olomóc albo Holomóc, łac. Eburum albo Olomucium) – miasto statutarne na Morawach we wschodniej części Czech, na Obniżeniu Górnomorawskim, u ujścia Młyńskiego Potoku i Bystrzycy do Morawy. Jest stolicą kraju ołomunieckiego, powiatu Ołomuniec, a także archidiecezji Kościoła rzymskokatolickiego i Czechosłowackiego Kościoła Husyckiego oraz eparchii Kościoła Prawosławnego Czech i Słowacji. Stanowi historyczną stolicę Moraw i jest głównym miastem regionu etnograficznego Haná.
Ołomuniec jest jednym z najważniejszych w skali kraju ośrodków administracyjnych, przemysłowych, handlowo-usługowych, akademickich (m.in. Uniwersytet Palackiego) i kulturalnych. Stanowi także ważny węzeł drogowy (drogi ekspresowe w kierunku Brna, Ostrawy/Bielska-Białej i Hradca Králové/Wrocławia) i kolejowy (II korytarz kolejowy z Polski do Austrii i III korytarz kolejowy ze Słowacji przez Ostrawę, Pragę i Pilzno do Niemiec).
Według danych z 2018 r. powierzchnia miasta wynosi 103,36 km². Na początku 2024 roku, z liczbą mieszkańców wynoszącą ponad 102 tys., Ołomuniec zajmował szóste miejsce pod względem liczby ludności w Czechach.

## Historia
Ołomuniec powstał jako ważny punkt na skrzyżowaniu szlaków handlowych: rzecznego łączącego Odrę poprzez Morawę z Dunajem (odnoga szlaku od Waregów do Greków) oraz transkontynentalnego wiodącego od Pragi poprzez Bramę Morawską, Kraków i Przemyśl do Kijowa (szlak radanitów). Około 981-990 roku Bramę Morawską i Ołomuniec opanował polski książę Mieszko I. Najprawdopodobniej o Ołomuńcu pod nazwą Alemure wspomina przypisywany Mieszkowi I dokument Dagome iudex datowany na rok 991 (węgierska nazwa miasta to Alamóc). Do roku 1003 Bolesław Chrobry włączył całe Morawy w obszar państwa polskiego i pozostały one polskie do roku 1031, gdy za panowania Mieszka II przeszły pod władzę czeską (według niektórych źródeł stało się to wcześniej, około 1021 roku). Dowody archeologiczne wskazują, że region Haná z Ołomuńcem znajdował się za Bolesława Chrobrego pod bezpośrednim panowaniem polskim, stanowiąc bazę wypadową do reszty Moraw. Z tego okresu, z roku 1017, pochodzi pierwsza potwierdzona wzmianka o Ołomuńcu. Pół wieku później, w roku 1063, dzięki staraniom przyszłego króla Czech Wratysława II miasto zostało siedzibą biskupstwa. W 1187 r. Ołomuniec (od 1253 r. mający status miasta królewskiego) został stolicą Moraw. 
W roku 1306 Wacław III, król Czech i Węgier oraz tytularny król Polski, syn króla Czech i Polski Wacława II, zatrzymał się w Ołomuńcu w drodze do Polski, gdzie wybierał się, by rozprawić się z opozycją min. Władysława Łokietka oraz koronować się na króla. Przebywając w gościnie u komornika morawskiego Albrechta ze Sternberga w pobliżu ołomunieckiej katedry, został tam jednak zasztyletowany przez najemnego niemieckiego żołnierza Konrada z Botenštejnu. Jego zabójstwo zakończyło panowanie dynastii Przemyślidów.
Przez kolejne setki lat Ołomuniec był drugim, po Pradze, największym ośrodkiem miejskim na obszarze dzisiejszych Czech. W 1573 r. powstał tu uniwersytet (drugi w Czechach pod względem starszeństwa). Kres tego „złotego wieku” przyniosła wojna trzydziestoletnia – w 1642 r. wojska szwedzkie zajęły i zniszczyły zamienione w twierdzę miasto, które wkrótce utraciło tytuł morawskiej stolicy na rzecz Brna. W XIX wieku dzięki industrializacji i szlakom komunikacyjnym (przede wszystkim linii kolejowej z Pragi na Śląsk) Ołomuniec znowu stał się wielkim ośrodkiem miejskim, nigdy jednak już nie zdołał konkurować z Brnem.

### Daty z dziejów miasta
- połowa X wieku – powstaje Ołomuniec jako przystanek na transkontynentalnym szlaku z hiszpańskiej Andaluzji do Kijowa
- ok. 981-990 – Mieszko I opanowuje Bramę Morawską i Ołomuniec.
- 991 – Ołomuniec pojawia się w dokumencie Dagome iudex jako Alemure.
- przed 1003 – Bolesław I Chrobry przyłącza całe Morawy do państwa polskiego.
- 1017 – pierwsza potwierdzona wzmianka o Ołomuńcu.
- 1031 – utrata Moraw przez Polskę za panowania Mieszka II i przyłączenie do Czech.
- 1063 – powstanie biskupstwa w Ołomuńcu.
- 1070 (około) – początek budowy nowego, murowanego zamku ołomunieckiego.
- 1187 – miasto zostało stolicą Moraw.
- 1201 – śmierć księcia Brzetysława, wraz z którym wymarła ołomuniecka gałąź Przemyślidów; od tej pory Morawami zarządzał margrabia.
- 1239–1248 – lokacja królewskiego miasta w rejonie dzisiejszego Dolnego i Górnego Rynku (Dolní i Horní náměstí).
- 1306 – w pobliżu katedry został zamordowany król Czech i Polski Wacław III, ostatni przedstawiciel dynastii Przemyślidów.
- 1422 – król Zygmunt Luksemburski zezwolił miastu na bicie własnej monety – to najstarszy tego typu przywilej na Morawach.
- 1454 – wypędzenie Żydów ze wszystkich królewskich miast Moraw, w tym z Ołomuńca.
- 1468 – Ołomuniec zdobyty przez węgierskie wojska Macieja Korwina.
- 1469 – koronacja Macieja Korwina na króla Czech.
- 1479 – zawarcie układu pomiędzy Władysławem II Jagiellończykiem a Maciejem Korwinem.
- 1566 – przybycie do Ołomuńca jezuitów z misją rekatolizacji miasta.
- 1573 – założenie przez jezuitów akademii, która później przekształciła się w uniwersytet (jednym z wykładowców był polski duchowny, kanonik ołomuniecki Jan Iwicki z Iwiczny, zwolennik kontrreformacji).
- 1642 – zniszczony przez Szwedów, Ołomuniec utracił tytuł morawskiej stolicy na rzecz Brna.
- 1645–1650 – okupacja miasta przez wojska szwedzkie pod dowództwem Lennarta Torstenssona.
- 1655 – miasto zostało przekształcone w twierdzę, co spowodowało zahamowanie jego rozwoju gospodarczego[10].
- 1683 - z końcem sierpnia przez miasto przemaszerowały wojska Jana III Sobieskiego ciągnące pod Wiedeń; w liście do królowej Marysieńki król pisał: Miasto większe niżeli Opawa, ale lud nie tak polityczny: wszystko arcy drogo, a y przedawać nie chcieli; wspominał również tutejszy orloj, na którym ...osobki przed wybijaniem kręciły się dokoła comme des marionettes[11].
- 1741 – 27 grudnia wojska pruskie zajęły miasto (wojny śląskie).

- 1777 – ustanowienie arcybiskupstwa, któremu podporządkowano nową diecezję w Brnie.
- 1848 – 2 grudnia w pałacu biskupim proklamowano osiemnastoletniego Franciszka Józefa I cesarzem Austrii.
- 1864 – w Ołomuńcu Austriacy więzili polskich powstańców styczniowych (m.in. dowódcę powstańczego oddziału, Tadeusza Romanowicza).
- 1899 – dnia 1 kwietnia na ulice miasta wyjechał pierwszy tramwaj elektryczny.
- 1905 – austriacki lekarz okulista Eduard Zirm przeprowadził w miejscowym szpitalu pierwszą w świecie udaną operację przeszczepienia rogówki.

## Zabytki
Rozległe ołomunieckie Stare Miasto jest drugim, po centrum Pragi, największym zespołem zabytkowym w Czechach. Zabudowa w jego obrębie reprezentuje głównie styl renesansowy i barokowy. Stojąca na Górnym Rynku kolumna Trójcy Przenajświętszej jest wpisana na listę światowego dziedzictwa UNESCO. Równie cenne jest XIX-wieczne śródmieście tworzące wielkomiejski wizerunek miasta oraz dzielnice Klášterní Hradisko i Svatý Kopeček z barokowymi klasztorami. Liczba turystów rocznie odwiedzających miasto jest zbliżona do liczby jego ludności.
- kolumna Trójcy Przenajświętszej z pozłacanymi posągami, wysoka na 35 metrów, wpisana w 2000 r. na listę światowego dziedzictwa UNESCO – symbol Ołomuńca;
- ratusz gotycki z cennymi wnętrzami i socrealistycznym wariantem zegara astronomicznego – drugi z symboli Ołomuńca;
- zamek (Olomoucký hrad) z dawnym pałacem biskupa, w którym mieści się Muzeum archidiecezjalne działające od 2006 r.;
- katedra św. Wacława w Ołomuńcu ze 100 m wieżą;
- kościół św. Maurycego;
- kościół św. Michała;
- Czerwony Kościół;
- kapucyński kościół Zwiastowania Marii Panny;
- klasztor dominikanek i kościół św. Katarzyny;
- klasztor dominikanów i kościół Niepokalanego Poczęcia Marii Panny;
- klasztor Hradisko;
- bazylika Nawiedzenia Najświętszej Marii Panny (Svatý Kopeček);
- kaplica św. Anny;
- kaplica św. Jana Sarkandra;
- Kapliczka Marii Panny Opiekunki;
- kolumna Mariacka;
- pałace miejskie, m.in. Pałac Edelmannów, Pałac Petraszów, Pałac Salmów;
- dawne domy kupieckie i kamienice mieszczańskie, jak Dom Hauenschildów, Kamienica pod Złotym Jeleniem, Kamienica pod Czarnym Koniem, Apteka pod Salwatorem i in.;
- pozostałości zabudowy obronnej dawnej twierdzy ołomunieckiej wraz z budynkami dawnej Zbrojowni Terezjańskiej, Koszar Hanackich, Koszar Kadeckich i in.;
- Pałac arcybiskupi, budynek probostwa, kanonie;

- zespół dawnych zabudowań jezuickich, obejmujący kolegium jezuickie, kościół Marii Panny Śnieżnej, zabudowania konwiktu z kaplicą Bożego Ciała, budynek seminarium św. Franciszka Ksawerego i in.;

- zespół fontann;
- secesyjna Willa Primavesi;

- muzea i galerie.

Wystawne centrum w stylu barokowym powstało dopiero w czasach królowej Marii Teresy. Ołomuniec jest po Pradze najważniejszym i największym miejskim zabytkowym zespołem urbanistycznym w Czechach.
Ołomuniec dał nazwę serkom ołomunieckim – dojrzewającym w specjalnych warunkach oraz posiadającym oryginalny kształt walca, które są zwykle podawane do piwa.
Ołomuniec jest siedzibą założonego w 1576 r., na bazie szkoły jezuickiej, Uniwersytetu Palackiego (czes. Univerzita Palackého). W mieście tym znajduje się obecnie redakcja założonego w Rzymie w 1971 r. przez Jiříego Pelikana pisma „Listy”, którego współredaktorem był, piszący również po polsku, poeta, krytyk literacki i tłumacz Václav Burian.

## Gospodarka
W mieście rozwinął się przemysł spożywczy, maszynowy, metalowy, chemiczny, włókienniczy, papierniczy, materiałów budowlanych oraz metalurgiczny.

## Podział administracyjny
Miasto Ołomuniec podzielone jest na 26 dzielnic:
- Bělidla
- Černovír
- Droždín
- Hejčín
- Hodolany
- Holice
- Chomoutov
- Chválkovice
- Klášterní Hradisko
- Lazce
- Lošov
- Nedvězí
- Nemilany
- Neředín
- Nová Ulice
- Nové Sady
- Nový Svět
- Olomouc-město
- Pavlovičky
- Povel
- Radíkov
- Řepčín
- Slavonín
- Svatý Kopeček
- Topolany
- Týneček

## Osoby związane z Ołomuńcem
W Ołomuńcu dr Eduard Zirm dokonał pierwszego przeszczepu rogówki oka (1906 r.).
W Ołomuńcu żył i tworzył Julius Pelikán (1887 – 1969), czeski rzeźbiarz i medalier, tu też znajduje się najwięcej jego prac.
Tutaj urodził się Stanisław Rogalski – polski inżynier i konstruktor lotniczy.
W Ołomuńcu urodziła się Olga Taussky-Todd (1906 – 1995) – matematyczka specjalizująca się w algebraicznej teorii liczb i teorii macierzy.
Tutaj także urodził się syn Juliusa, Jiří Pelikán (1923 – 1999) – czeski publicysta, działacz komunistyczny, od 1969 r. na emigracji we Włoszech.
Większość życia spędził w Ołomuńcu poeta i tłumacz Petr Mikeš (1948-2016).
W Ołomuńcu mieszkał poeta, tłumacz i propagator literatury polskiej, publicysta i dziennikarz Václav Burian (1959-2014).

## Galeria

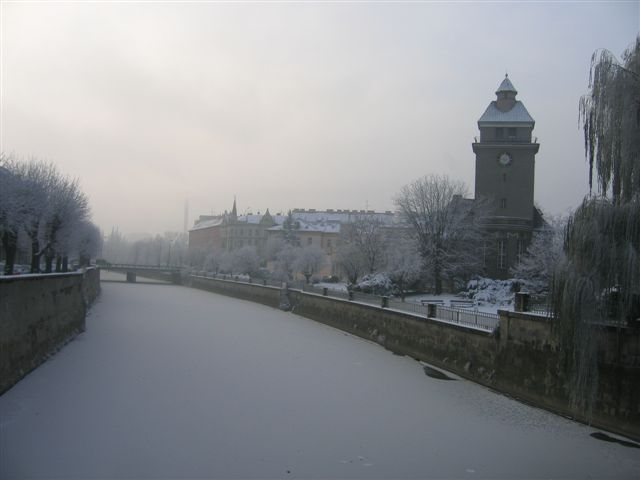
Ołomuniec zimą
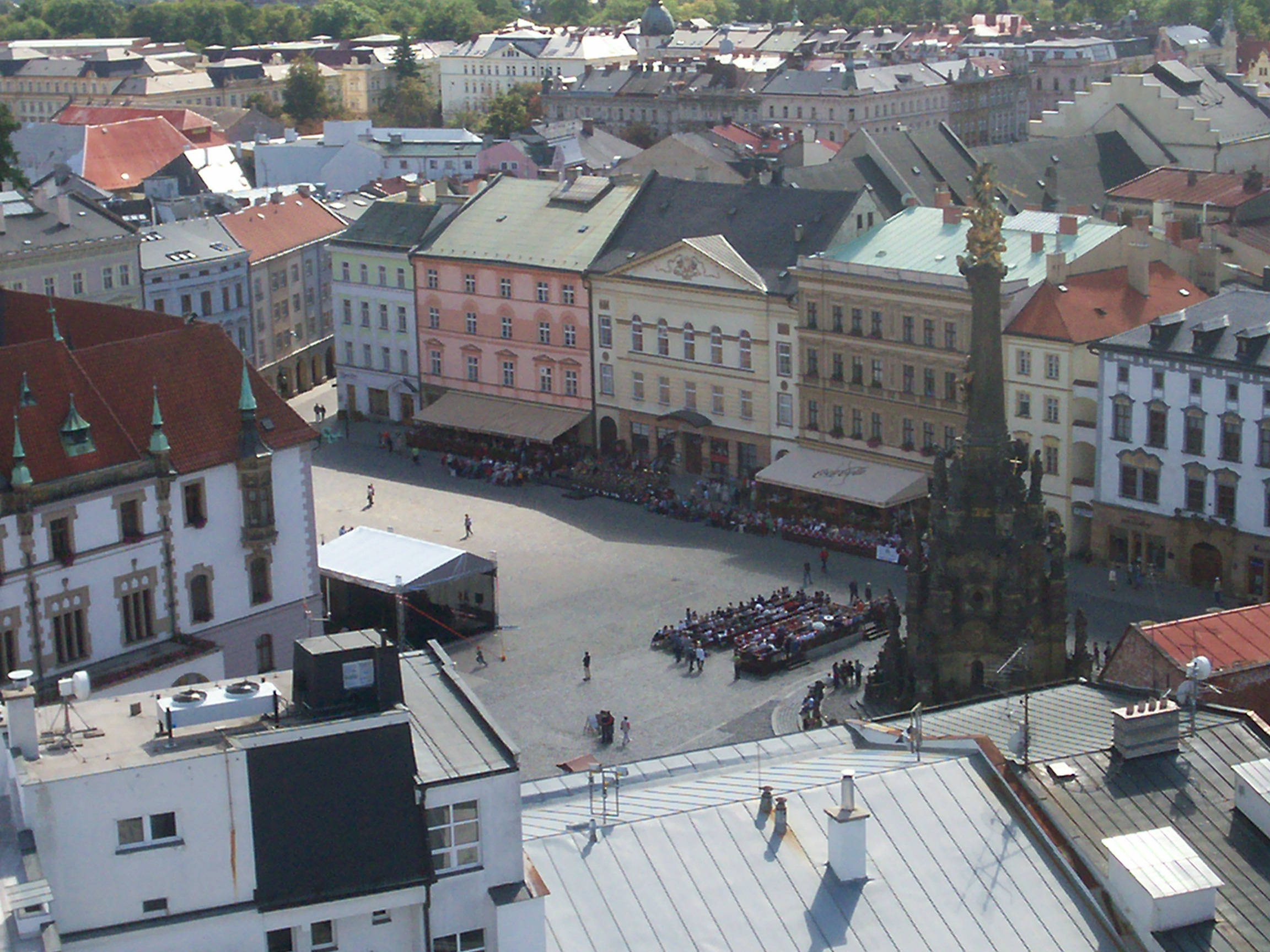
Ołomuniec – Horní Náměstí, widok z wieży kościelnej
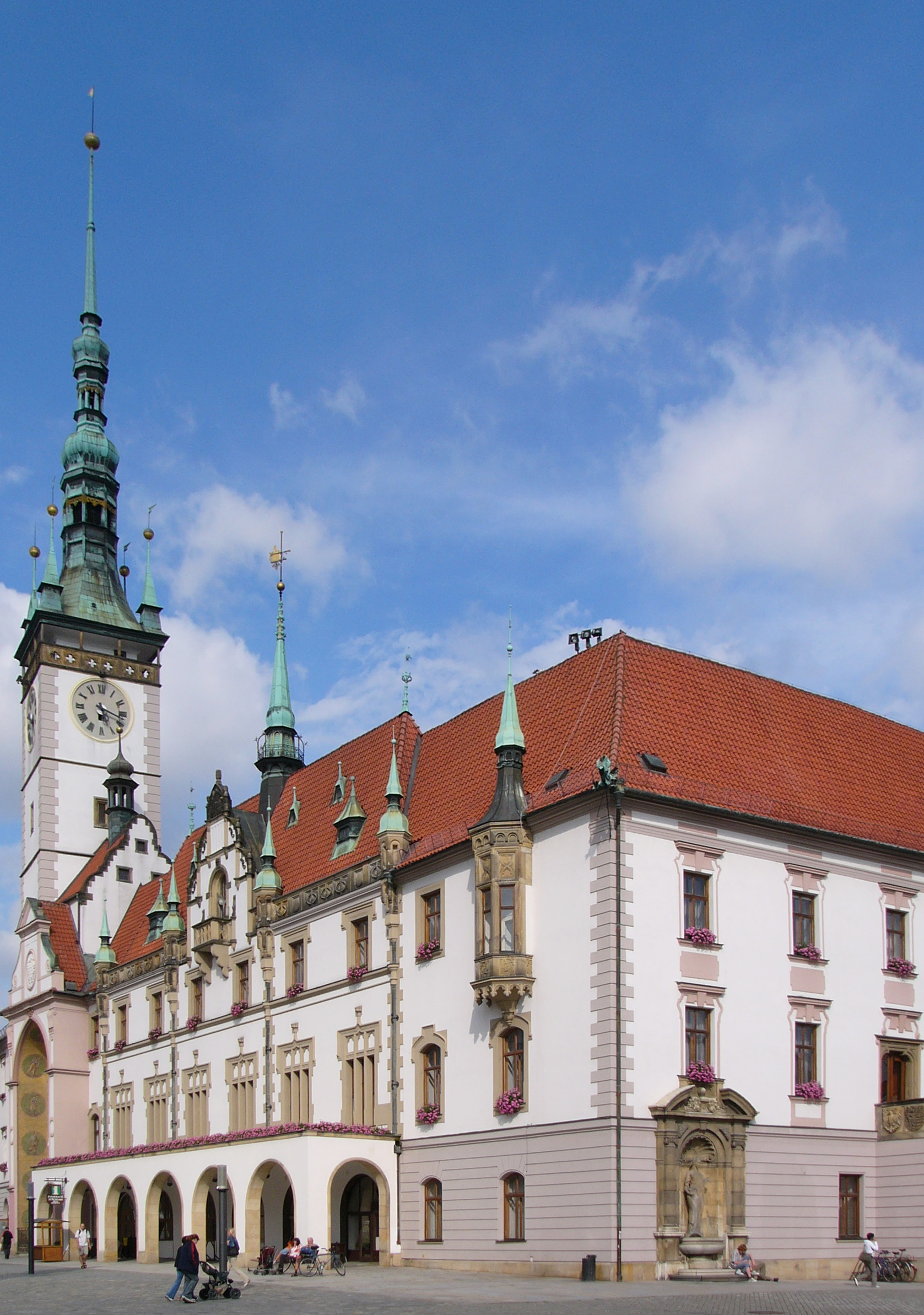
Ratusz z zegarem astronomicznym
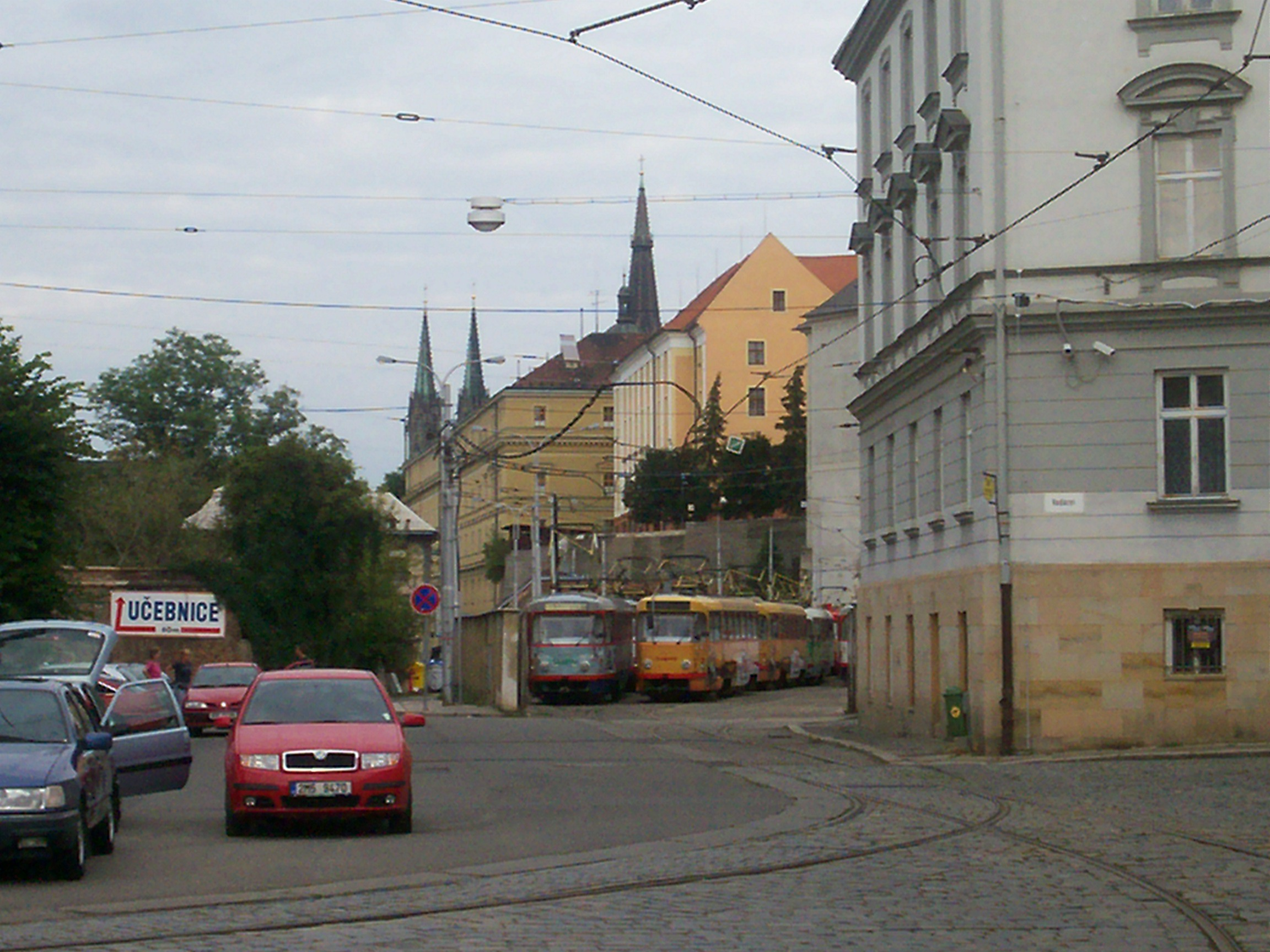
Ołomuniec – Zajezdnia tramwajowa
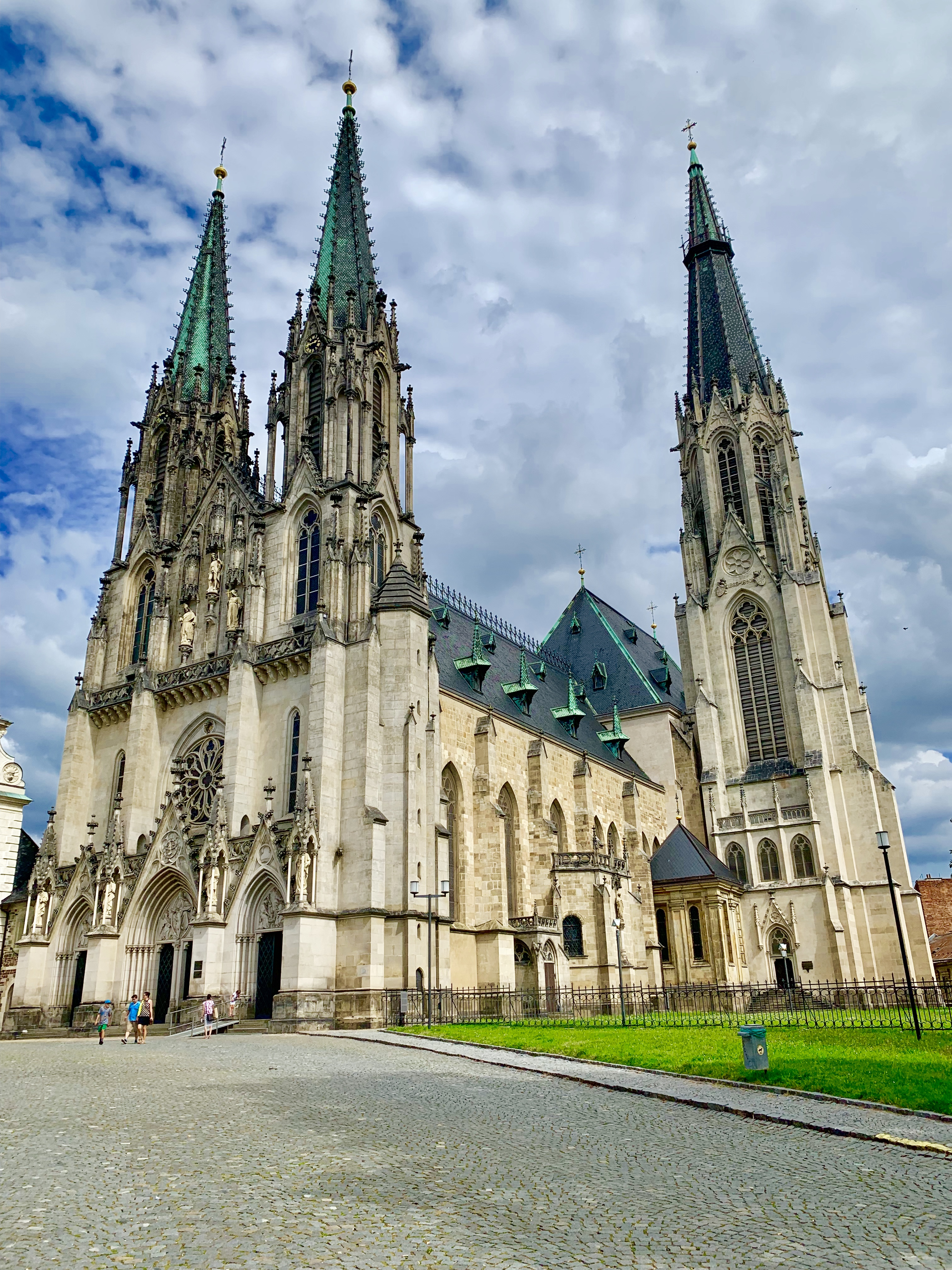
Katedra pw. św. Wacława

## Miasta partnerskie
- Antony
- Lucerna
- Nördlingen
- Owensboro
- Pecz
- Subotica
- Tampere
- Veenendaal